# Clément Moisan
Clément Moisan (1933 - 12 avril 2010) est un professeur de littérature québécois.
Il devient professeur à la Faculté des lettres de l'Université Laval en 1964 et est promu professeur émérite en 1999.
Il est spécialiste de la poésie, la littérature comparée, la critique littéraire et l'histoire littéraire. Il a contribué au projet La Vie littéraire au Québec, sous la direction de Maurice Lemire.

## Distinctions
- 1967 - Prix du Centenaire canadien de l'Imperial Tobacco
- 1989 - Bourse Killam
- 1996 - Médaille Lorne Pierce de la Société royale du Canada
- 1980 - Fellow de la Société royale du Canada